# Gabriele Stegmüller-Zimmermann
Gabriele Stegmüller-Zimmermann (geborene Zimmermann; * 9. November 1925 in Stuttgart; † 2. November 2011) war eine deutsche Flötistin und Hochschullehrerin.

## Leben
Sie spielte bereits in ihrer Jugend Klavier und Querflöte und gewann 1943 einen Jugendmusikwettbewerb. Ab 1946 spielte sie beim Sinfonieorchester von Radio Stuttgart und studierte gleichzeitig an der Staatlichen Hochschule für Musik Stuttgart. An der Hochschule für Musik Detmold setzte sie ihr Studium bei Kurt Redel fort und legte 1950 die Konzertreife als Flötistin ab. Im selben Jahr begann sie als Flötistin bei den Stuttgarter Philharmonikern, wo sie bis 1960 als 1. Flötistin bzw. Soloflötistin tätig war. Sie war damals die einzige Frau bei den Stuttgarter Philharmonikern, und die einzige Soloflötistin in einem deutschen Profiorchester.
Ab 1959 war sie Dozentin, ab 1971 Professorin für Querflöte an der Hochschule für Musik Trossingen, bis sie 1985 in den Ruhestand trat.

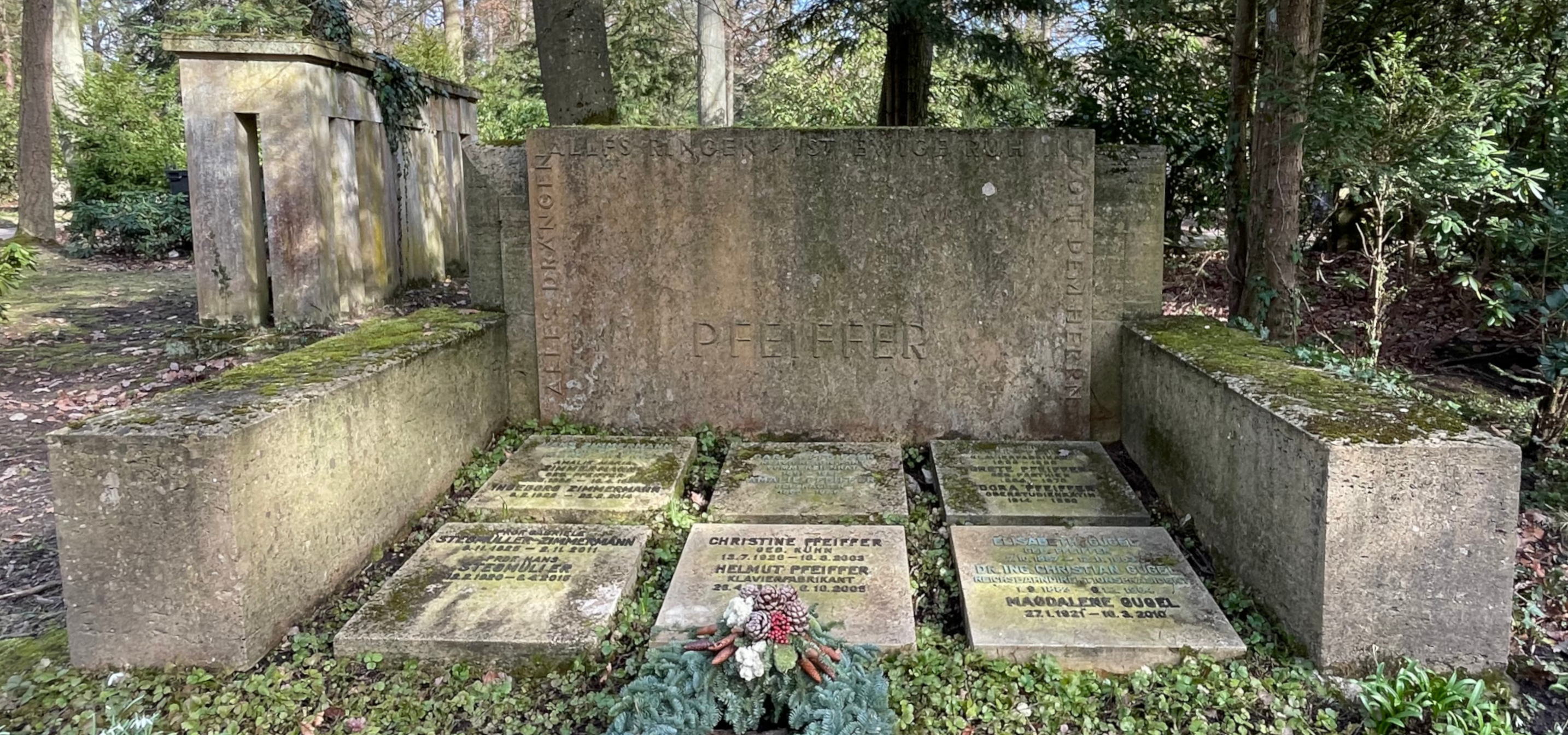
Grab von Gabriele Stegmüller-Zimmermann, Familiengrab Pfeiffer auf dem Waldfriedhof Stuttgart

Sie war verheiratet mit Hans Stegmüller, der Professor für Viola an der Hochschule für Musik Trossingen war. Das Ehepaar lebte zuletzt in Stuttgart-Riedenberg. Gabriele Stegmüller-Zimmermann und ihr Ehemann liegen auf dem Waldfriedhof Stuttgart im Familiengrab Pfeiffer begraben.